# The Whale
The Whale är en amerikansk psykologisk dramafilm från 2022. Filmen är regisserad av Darren Aronofsky. Manus skrevs av Samuel D. Hunter Filmen nominerades till tre Oscars: Bästa manliga huvudroll, Bästa kvinnliga biroll och Bästa smink, varav Brendan Fraser vann för bästa huvudroll.
Filmen hade biopremiär i Sverige den 10 mars 2023, utgiven av Nordisk Film.

## Handling
Filmen kretsar kring Charlie, som är en tillbakadragen lärare. Han lider av svår fetma och är döende och försöker ta upp kontakten med sin tonårsdotter.

## Rollista (i urval)
- Brendan Fraser – Charlie
- Sadie Sink – Ellie Sarsfield
- Hong Chau – Liz
- Ty Simpkins – Thomas
- Samantha Morton – Mary
- Sathya Sridharan – Dan